# Armin Dassler
Armin A. Dassler (* 15. September 1929 in Herzogenaurach; † 14. Oktober 1990) war ein deutscher Unternehmer und Sportschuhfabrikant. Er war ein Sohn des Puma-Gründers Rudolf Dassler und Neffe des Adidas-Gründers Adolf Dassler.

## Leben und Wirken
Armin Dassler trat 1952 in die Geschäftsleitung der Firma seines Vaters ein und kümmerte sich anfangs um den Vertrieb in die USA.
1961 kam es zum Streit zwischen Armin und Rudolf Dassler. Armin Dassler ließ sich auszahlen und zog nach Salzburg, wo er 1962 mit der Produktion von Sportschuhen unter dem Namen Puma begann.
Für Verkäufe außerhalb von Österreich musste eine Lizenz an die Puma KG Deutschland bezahlt werden. 1963 gab es eine Vertragsänderung und Puma Austria verkaufte Schuhe nach England und USA unter dem Namen CONDOR-DASSLER. Die Unternehmungen waren letztlich so erfolgreich, dass Rudolf Ende der 1960er Jahre seinen Sohn bat, wieder zurück nach Deutschland zu kommen.

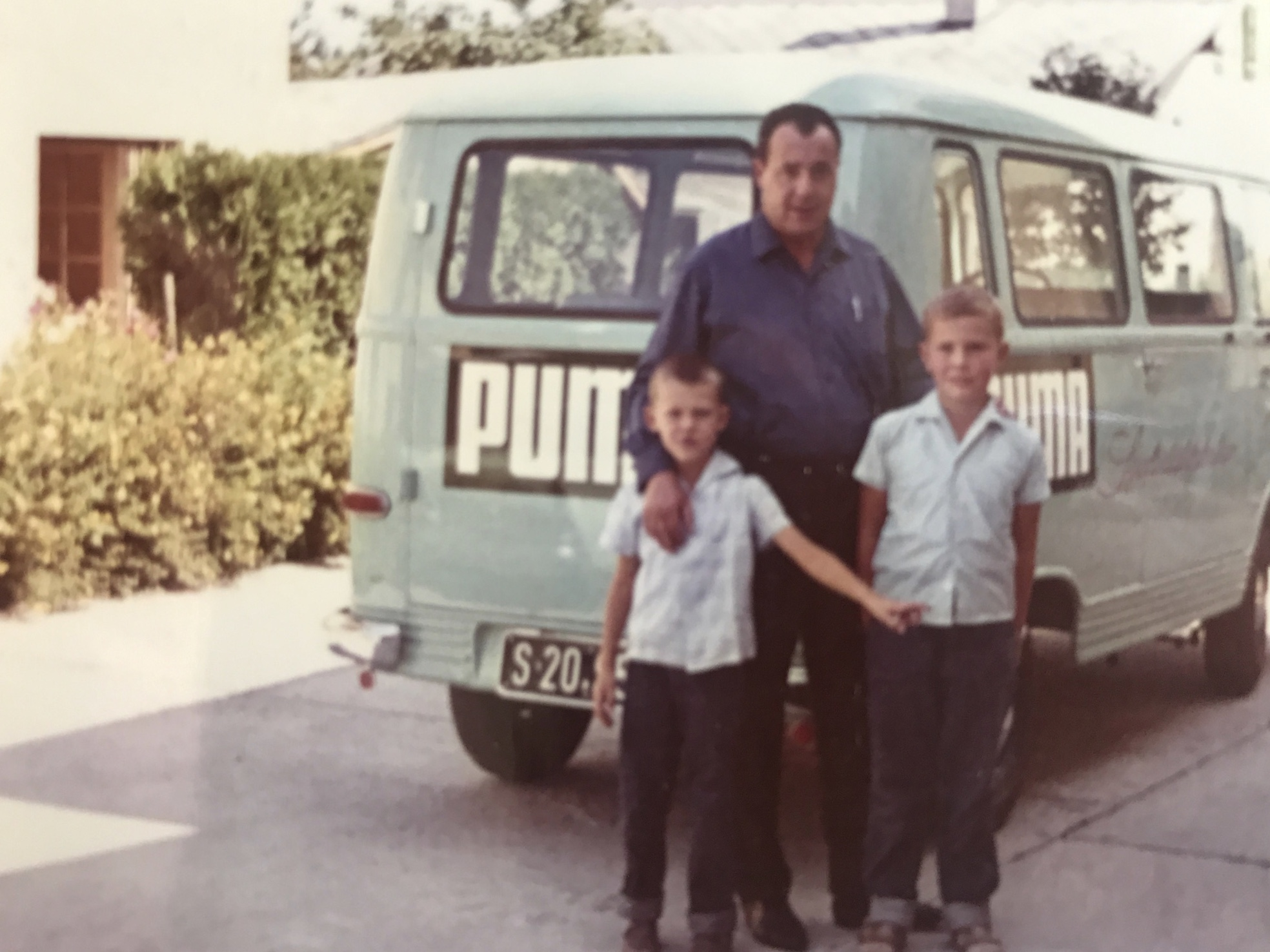
Armin Dassler 1964 in Salzburg mit seinen beiden Söhnen

Der Streit der Söhne der verfeindeten Familie Dassler, Horst Dassler (Sohn von Adolf Dassler) und Armin Dassler und damit der Firmen adidas und Puma eskalierte 1970. Die Väter hatten in den Jahren zuvor Absprachen über die Vertragsschließung mit Sportlern und Vereinen getroffen. Im Fall des brasilianischen Fußballspielers Pelé wurde vor der Fußball-WM 1970 eine Art Friedensabkommen geschlossen, eine mündliche Vereinbarung darüber, kein Wettbieten zu veranstalten. Entgegen diesem sogenannten „Pelé-Pakt“ nahm Armin Dassler jedoch Pelé für Puma unter Vertrag. Dies war der Beginn des „Söhne-Kriegs“.
1974 übernahm Armin Dassler zusammen mit seinem jüngeren Bruder Gerd (1939–2020) nach dem Tod des Vaters die Firmenleitung bei Puma.
1985 gewann Boris Becker als erster Deutscher das Wimbledon-Finale, wobei er Puma-Schuhe und -Schläger benutzte. 1986 ging die Kommanditgesellschaft als Aktiengesellschaft an die Börse. Um Adidas wirtschaftlich näher zu kommen, ließ Armin Dassler Puma-Schuhe u. a. für große Discountketten produzieren, was allerdings dem damaligen Markenimage abträglich war und auch zu wirtschaftlichen Schwierigkeiten des Unternehmens führte.
Aufgrund einer Krebserkrankung verkaufte Armin Dassler seine Anteile an der Firma Puma im Jahr 1989 an die Handelsgruppe Cosa Liebermann SA.
Armin Dassler hatte drei Söhne. Die älteren Söhne Frank (1956–2020) und Jörg Dassler (* 1957) waren bis zum Verkauf der Firma bei Puma aktiv. Frank Dassler wechselte später zu Adidas.